# شريف حازم
شريف حازم (مواليد 1 يناير 1987) هو لاعب كرة قدم مصري في مركز قلب الدفاع، يلعب حاليًا لصالح نادي مصر للمقاصة.
بدأ مسيرته الكروية لاعبًا في نادي إنبي ثم انتقل على سبيل الإعارة في عام 2008 إلى نادي بترول أسيوط، وفي عام 2010 انتقل اللاعب من إنبى إلى نادي بتروجيت. وفي عام 2013 انتقل إلى نادي سموحة وبعدها احترف عام 2014 في نادي آسيريسكا السويدي لمدة شهر واحد قبل أن ينتقل إلى النادي الأهلي.
انتقل رفقه زميله الغاني توريك جبرين من الإسماعيلي إلى نادي الوحدة السعودي في يناير 2017 على سبيل الإعارة لمدة ستة أشهر. ذكرت تقارير إخبارية أن الإسماعيلي حصل على ستة ملايين ونصف المليون جنيه نظير إعارة الثنائي.

## روابط خارجية
- شريف حازم على موقع قاعدة بيانات كرة القدم.إي يو (الإنجليزية)
- شريف حازم على موقع ناشيونال فوتبول تيمز (الإنجليزية)